# Lecompton, Kansas
Lecompton är en ort i Douglas County i delstaten Kansas, USA.